# Gérard Caillat
Gérard Caillat, né le 1er juillet 1927 à Villerupt (Meurthe-et-Moselle) et mort le 21 septembre 2001 à Paris 14e, est un aviateur français.

## Biographie
Il s'engage à 17 ans en 1944 dans l'Armée de l'air pour la durée de la guerre (ou pour 5 ans ?). Pour devenir pilote, il part aux États-Unis et est breveté en août 1944. Rentré en France breveté sur Maraudeur et Mitchell, il part en Indochine pendant 15 mois et effectue 285 missions difficiles parfois ("nous nous faisions canarder sur nos machines trop lentes" dira-t-il). 
En mars 1950, il entre chez Air France. Après des formations, il devient commandant de bord en 1953 à 26 ans. Il pilote alors des Breguet Deux-ponts. Le 10 mai 1955, alors qu'il est en approche de l'aéroport de Bron, une avarie survient dans ses commandes de vol le contraint a atterrir prématurément dans un champ. Grâce à ses qualités exceptionnelles de pilote, les 40 tonnes de l'avion sont posées sans causer une seule égratignure aux 42 passagers. Réparé, il repartira le 8 juillet piloté par le pilote d'essai Yves Brunaud. Il pilotera aussi des avions comme la Caravelle, Boeing 707 et 747 puis sur le Concorde. Sur cet appareil, il effectuera des vols correspondant à sa passion du vol notamment des vols en formation avec la Patrouille de France (Le Ferté-Alais, Le Bourget par exemple).
Passionné de vol, il pilotait en loisir un monomoteur biplace de l'US Army Corps de 1939 PT-22. Il a d'ailleurs piloté lors des meetings de la Ferté-Alais le PT-22 le matin et le Concorde l'après-midi !
Gérard Caillat totalise 25 000 heures de vol dont 3 250 sur Concorde.

## Distinctions
- Chevalier de la Légion d'honneur[4][réf. obsolète]
- Officier de l'Ordre national du Mérite[4]
- Croix de guerre des Théâtres d'opérations extérieurs avec trois citations[2]
- Médaille militaire[2]
- Médaille d'honneur « or » de l'aéronautique[3]